# Default-free zone

Croissance de la table de routage Internet depuis 1989.

Croissance du nombre d'AS sur Internet depuis 1997.

On désigne par default-free zone (DFZ) l'ensemble des routeurs et des systèmes autonomes (AS) d'Internet qui n'utilisent pas de route par défaut.
Les routeurs de la DFZ disposent d'une table de routage Internet complète, que l'on appelle aussi table de routage globale ou table BGP globale.

## Surveillance de la table de routage Internet
L'état de la table de routage Internet fait l'objet de rapports réguliers basés sur les routes reçues par plusieurs AS hautements connectés,, des différences pouvant se manifester en raison de filtrage, notamment des préfixes longs.
Cette table a doublé en cinq ans avec, en 2013, 450 000 routes et 44 000 numéros d'AS. En 2018, elle passe à plus de 700 000 routes et 60 000 AS.

## Concept d'un backbone Internet
La DFZ ne doit pas être confondue avec le concept d'un backbone Internet, qui n'existe pas en réalité, chacun des AS pouvant assurer le transit vers une destination sans devoir passer par un ou des AS déterminés. Ce concept de backbone Internet n'existe plus depuis que Border Gateway Protocol (BGP) a remplacé Exterior Gateway Protocol (EGP) comme protocole de routage Internet.

## Routeurs des AS stub et DFZ
Un AS stub (bouchon) est un AS qui ne fournit pas de transit à un autre AS. Les AS stub sont généralement ceux des entreprises qui disposent de multi-homing ou de fournisseur d'accès à Internet résidentiels.
Bien que cela ne soit pas indispensable, il est possible que ces routeurs disposent d'une table de routage complète pour leur permettre une sélection fine de la route sortante, ces routeurs font alors partie de la DFZ.